# Falken (Schiff, 1947)
Das Segelschulschiff Falken S-02 ist ein schwedischer Zweimastgaffelschoner. Das Schiff wurde 1947 von der schwedischen Marine in Dienst gestellt und gehört wie das nahezu baugleiche Schwesterschiff Gladan S-01 zur Schonerdivision (schwedisch: Skonertdivisionen).

## Das Schiff

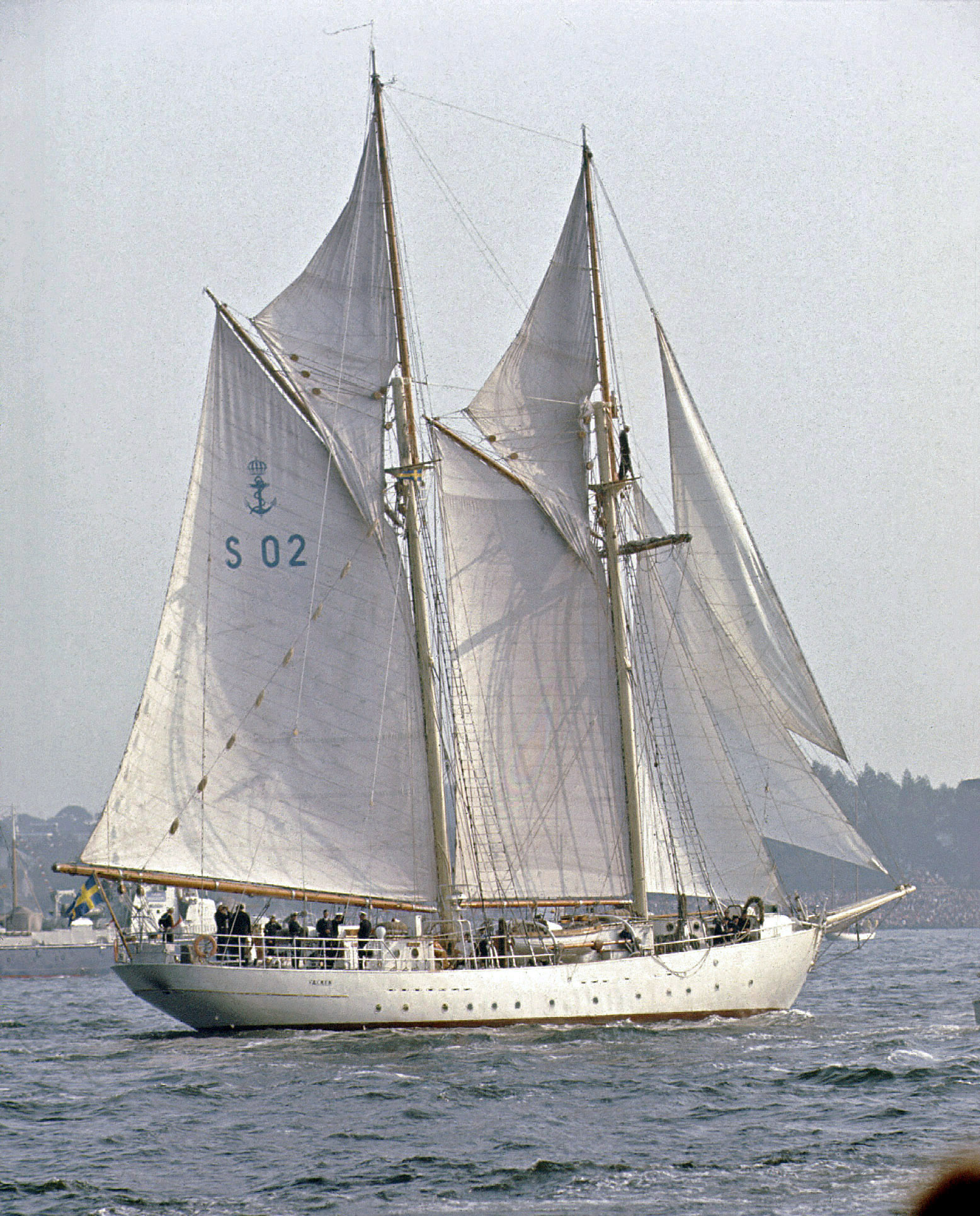
Falken 1972 in Kiel

Der Kiel der Falken wurde unmittelbar nach dem Stapellauf der Gladan S-01 am 14. November 1946 gestreckt. Der Bau fand nach identischen Plänen auf derselben Helling wie das Schwesterschiff statt. Bereits am 1. Oktober 1947 konnte die Marine das zweite Segelschiff mit dem Heimathafen Karlskrona übernehmen. Der Gaffelschoner mit zwei Masten ist 39,30 Meter lang und geht 4,20 Meter tief. Die größte Breite beträgt 7,20 Meter. An den beiden Masten kann eine Segelfläche von maximal 680 Quadratmeter gefahren werden. Die Masthöhe beträgt je 31,40 Meter. Als Hilfsantrieb kann ein Dieselmotor mit einer Leistung von 250 PS genutzt werden.

## Geschichte
Seit der Übernahme durch die Marine segelt das Schiff mit Offizieranwärtern und Wehrpflichtigen in der Ost- und Nordsee. In den Jahren 1952 und 1953 charterte die Rydberg-Stiftung den Schoner um seemännischen Nachwuchs für die zivile Handelsschifffahrt auszubilden. Die Marine führt auch noch heute im Auftrag der Stiftung mit seefahrtsinteressierten Jugendlichen kurze Reisen durch. Verursacht durch allgemeine Sparmaßnahmen, unter denen auch die Marine leidet, wurden die Segelschiffe abwechselnd zu bestimmten Zeiträumen aufgelegt. Die Falken wurde 1977 bei einer routinemäßigen Wiederindienststellung durch den Ausbruch eines Brandes fast vollständig zerstört. Nur der intensiven Überzeugungsarbeit ehemaliger Kadetten und die Fürsprache von König Karl Gustav ist es zu verdanken, dass die Marineführung die Restaurierung genehmigte. Der schwedische König Karl Gustav erhielt auf der Falken eine Ausbildung, an die eine Tafel an Bord erinnert. Er segelt noch heute regelmäßig mit dem Schiff.

## Reisen (Auswahl)
Die längste Reise des im Vergleich zu anderen Großseglern kleinen Schiffs führte 1953/54 zu den Westindischen Inseln. Es nahm erfolgreich an der ersten Windjammerregatta 1956 von Torbay nach Lissabon sowie die beiden Regatten nach New York, den Bicentennial Race 1976 und der Grand Regatta – Columbus ’92 im Jahr 1992 teil.
Auch 1997 nahmen die Falken und ihre Schwester Gladan an den Tall Ship Races von Aberdeen nach Trondheim teil.